# Eupoecilaema quadriovale
Eupoecilaema quadriovale is een hooiwagen uit de familie Cosmetidae.